# Lois Griffin
Lois Patrice Pewterschmidt, coniugata Griffin, è un personaggio della serie televisiva I Griffin. È la protagonista femminile della serie, nonché la moglie di Peter e la madre di Meg, Chris e Stewie. Nella versione italiana il personaggio è doppiato da Antonella Rinaldi, mentre in quella originale la sua voce è quella dell'attrice Alex Borstein. Quando il creatore della serie, Seth MacFarlane, l'ha incontrata per proporle un ruolo nella serie, lei stava tenendo uno spettacolo dal vivo a Los Angeles nel quale interpretava una madre dai capelli rossi: la voce venne perfezionata ispirandosi a quella di sua cugina.

## Il personaggio
Lois è la secondogenita degli aristocratici Carter Pewterschmidt e Barbara Hebrewberg, ma ha abbandonato la sua eredità per sposarsi con Peter, che conobbe quando lui era un inserviente nella grande piscina della sua famiglia, con la mansione di porgere ai bagnanti gli asciugamani. Ha un fratello maggiore di nome Patrick e una sorella minore di nome Carol, più una sorella acquisita di nome Tatum.

## Biografia
Senza di lei la famiglia sarebbe in un mare di guai: nel pomeriggio insegna pianoforte per completare il reddito della famiglia (solo nelle prime stagioni), e per il resto del giorno fa la casalinga. È anche una donna molto sexy e perfettamente consapevole di esserlo (il cane Brian è palesemente attratto da lei, così come il vicino di casa e amico di Peter, Glenn Quagmire). Rimedia sempre a tutti gli errori di Peter e lo aiuta quando si trova in difficoltà. Lois, almeno questo è l'ultimo accertamento, ha 43 anni, è - come viene detto in Lando il mito - di due anni più giovane di Peter, tuttavia, all'inizio della serie (sopracitato episodio compreso) Lois aveva 40 anni, mentre Peter 42, e al suo compleanno la sua età non viene mai specificata o menzionata, creando quindi confusione. Ha gli occhi verdi, è di religione protestante, e i suoi gruppi musicali preferiti sono gli Whitesnake ed i Kiss, che definisce come tali solo per compiacere Peter. È stata la ragazza di Gene Simmons quando non era ancora famoso: il leader dei KISS la presenta agli altri come la "rinomata" Lois La Dà. 
In passato, suo figlio Stewie la odiava e ne bramava la morte (anche se il "piccolo" dimostra in più occasioni di soffrire l'assenza della madre). Questa caratteristica sembra progressivamente scomparire nel corso delle stagioni, ma non del tutto dato che in uno speciale di due episodi viene mostrata una simulazione in cui si mostra cosa accadrebbe se Stewie tentasse di ucciderla, mentre in un altro episodio ancora, in cui Diane Simmons tenta di ucciderla, alla fine Stewie lo impedisce di nascosto, affermando di essere l'unico a cui è permesso uccidere Lois. Per pura coincidenza, fu compagna di liceo di Joyce Kinney, la sostituta della Simmons, che la bullizzava con la promessa che sarebbe entrata nella squadra delle cheerleader, umiliandola davanti a tutta la scuola. Anni dopo, la giornalista si vendicherà di Lois rivelando il suo segreto, ovvero quello di aver fatto l'attrice per un film pornografico ai tempi del college. Lei stessa, ai tempi delle medie, venne bullizzata da una ragazza di nome Stephanie, che la gettò in piscina, rischiando di annegare, e che causò in lei un forte shock. Anni dopo, quando le due si rincontrano, essendo Stephanie diventata la nuova compagna di Quagmire, Lois subisce un fortissimo attacco di panico che la costringe a portare un corsetto come ai tempi delle medie oltre a fortissimi sfoghi su tutto il corpo. In seguito, si scopre che Stephanie non l'aveva bullizzata, e che Lois scivolò in acqua a causa delle scarpe slacciate, e nel tentativo di avvisarla, tergiversò le sue parole credendo fosse stata lei. Le due alla fine si riappacificano e tornano amiche.
Per un po' di tempo si è esibita come cantante-spogliarellista, ha fatto la modella, diventando anoressica, ha insegnato per un breve periodo educazione sessuale a scuola (nell'episodio Drizza le orecchie) e ha fatto anche la cameriera presso la tavola calda dei Griffin (nell'episodio Pranzo a rotelle). Nell'episodio Lois sindaco di Quahog Lois si candida a sindaco di Quahog contro Adam West e riesce a batterlo: ciononostante è costretta a dimettersi dopo l'utilizzo di soldi pubblici per interessi personali e Adam West torna a essere primo cittadino. Ha anche intrapreso la carriera di pugile professionista (nell'episodio Piccola tu mi stendi), facendo leva sulla sua rabbia repressa.
Anche se a prima vista può sembrare la tipica casalinga e madre ideale, Lois ha nella propria personalità molti lati oscuri, e in alcune occasioni si dimostra anche peggio di suo marito. Sembra avere un debole per il sadomaso: si veste come una dominatrice in Lando il mito, si schiaccia una sigaretta accesa sul braccio in Evadere sembra facile ma.., chiede a Peter di infilarle un dito nel foro apertosi sul suo corpo a causa di un proiettile (dopo che lui le aveva accidentalmente sparato) e di rigirarlo nella ferita in Al limite della legalità, e ordina a Peter di darle un calcio sui seni in L'amore non ha età. Spesso ha anche costretto Peter ad avere un rapporto sessuale con lei, dato che non ci vede niente di male, credendo che gli uomini non possano essere costretti a farlo, mentre in un altro episodio fa delle avances al primo ragazzo di Meg per poi baciarlo sul divano.
Non di rado fuoriesce il suo lato disinibito e sessualmente promiscuo, caratterizzato anche da tendenze lesbiche: durante la serie bacia varie volte alcune donne o ragazze, e in alcune occasioni propone delle avances verso altre donne (come quando provò a toccare il sedere della moglie di Joe approfittando di spalmarle la crema solare). Ha un passato da ragazza "facile", come si evince in diversi episodi. Alcune puntate fanno allusione a un suo passato uso di droga (un sogno, nell'episodio Il presidente, rivela che Lois ha fatto uso di marijuana mentre era incinta di Stewie; ne La sottile striscia bianca, invece, quando Brian chiede alla famiglia di indovinare il valore della droga che ha individuato all'aeroporto, Lois, dimostrandosi sicura ed esperta, azzecca la provenienza e l'esatto valore della droga individuata dal cane). Nell'episodio Evadere sembra facile ma viene colpita da una potente forma di cleptomania.
Ha spesso puntualizzato che non ha mai voluto essere madre: in Il mostro della baia lei e Meg si dirigono alle Vacanze di Primavera, e mentre si trovano in macchina dice alla figlia di aver preso delle precauzioni contro la gravidanza da cui sarebbe poi nata, ma che avendo assunto allo stesso tempo anche degli antibiotici, l'effetto degli altri medicamenti si annullò, causando evidentemente la nascita di Meg. In La figlia di Peter insegna a Meg ad avere un aborto spontaneo. Chris risulta poi essere il risultato di un preservativo bucato in Emissione impossibile, con la conseguente denuncia finita a favore dei Griffin.
In episodi più recenti, Lois è diventata una donna molto cinica e menefreghista, infatti esibisce spesso una mancanza di emozione o di interesse verso situazioni molto pesanti dal punto di vista emotivo; in altri casi, poi, sembra addirittura trarre piacere dalla miseria altrui. Per esempio, nell'episodio Oggi spopolo, domani chissà, Meg non viene invitata al party di Chris e Lois si limita a lasciarle delle pillole e un romanzo di Sylvia Plath e dopo essere uscita dalla sua stanza dice "Quello che succede, succede", lavandosene le mani del suo malessere o di una possibile conseguenza tragica. Quando Brian sta per andarsene di casa, in Il papà di Quagmire, non toglie nemmeno lo sguardo dalla televisione per fargli i suoi saluti. Più tardi, nel medesimo episodio, quando Quagmire sta spiegando che suo padre vuole sottoporsi ad un'operazione con la quale cambiare sesso, lei lascia la stanza dicendo "Divertitevi, al circo!", che potrebbe essere una battuta di cattivo gusto verso Quagmire oppure un segno del fatto che non stesse prestando attenzione alla conversazione. Più volte ha anche riso di Brian, come quando quest'ultimo ebbe inconsapevolmente un rapporto sessuale con il padre di Quagmire: in tale circostanza, Lois, comportandosi in maniera brutale ed insensibile, rivelò al cane il motivo per il quale l'intera famiglia stava ridendo di lui, ed ha perfino smesso di comportarsi in modo cedevole con Peter quando gli viene in mente qualche stupida stravaganza delle sue, un cambiamento simile a quello di Bonnie Swanson: In un episodio Lois vede Peter in un ristorante insieme ad un cartonato di Kathy Ireland, e lei gli dà del demente per averle detto che loro due si "amano", mentre nell'episodio Uno sparo nel buio lo malmena furiosamente con una rivista dopo averle detto di volersi dipingere tutto di marrone al centro di Quahog, per dimostrare che egli sappia cosa significhi far parte dell'etnia afroamericana.